# 20기 기왕전
20기 기왕전은 조선일보가 주최하고 한국기원 소속 전문기사로 참가한 국내 기전이다. 도전 5번기 에서는 도전자 조훈현 九단이 전기 우승 및 기왕 이창호 七단을 3:2로 꺾고 2년만에 기왕를 탈환하여 통산 2회 우승을 차지하여 마지막 우승자이다. 그후 세계기전인 LG배 세계기왕전의으로 재탄생했다. 

## 대국 결과
| 대진                | 연도   | 대국일자 | 승자        | 패자        | 결과             | 기보 |
| ------------------- | ------ | -------- | ----------- | ----------- | ---------------- | ---- |
| 본선리그 동률재대국 | 1996년 | 4월 10일 | 조훈현 九단 | 유창혁 七단 | 159수 흑 불계승  |      |
| 도전 1국            | 1996년 | 4월 20일 | 이창호 七단 | 조훈현 九단 | 262수 흑 6집반승 |      |
| 도전 2국            | 1996년 | 5월 7일  | 조훈현 九단 | 이창호 七단 | 297수 흑 1집반승 |      |
| 도전 3국            | 1996년 | 5월 18일 | 조훈현 九단 | 이창호 七단 | 228수 백 불계승  |      |
| 도전 4국            | 1996년 | 5월 23일 | 이창호 七단 | 조훈현 九단 | 242수 백 불계승  |      |
| 도전 5국            | 1996년 | 6월 10일 | 조훈현 九단 | 이창호 九단 | 249수 흑 불계승  |      |